# Arkadiusz Wołowicz
Arkadiusz Wołowicz (ur. 4 maja 1967 w Grodkowie) – polski piłkarz występujący na pozycji napastnika.

## Życiorys
Wychowanek LZS Gałążczyce, w 1983 roku przeszedł do Metalu Grodków. W okresie gry w tym klubie grał w prowadzonej przez Juliusza Mariańskiego kadrze Opolszczyzny, występując m.in. w Pucharze Michałowicza. W 1985 roku przeszedł do Metalu Kluczbork. W związku z odbyciem służby wojskowej w 1988 roku grał najpierw w Broni Radom, a później w Wiśle Kraków. W I lidze w barwach Wisły zadebiutował 6 sierpnia w przegranym 0:3 wyjazdowym spotkaniu z Lechem Poznań. Ogółem w krakowskim klubie wystąpił w 11 meczach I ligi.
Po zakończeniu służby wojskowej otrzymał propozycję gry z GKS Katowice, którą przyjął. Z katowickim klubem dwukrotnie – w latach 1991 i 1993 – zdobył Puchar Polski, a w 1991 także Superpuchar. Ogółem w barwach GKS rozegrał 63 mecze w I lidze. Występował także jako piłkarz GKS w Pucharze UEFA (dwa mecze w sezonie 1990/1991) oraz Pucharze Zdobywców Pucharów (dwa mecze w sezonie 1991/1992.
W połowie 1993 roku odszedł do MK Górnika Katowice, zaś pół roku później został zawodnikiem Wawelu Kraków. W 1996 roku awansował z Wawelem do II ligi. W krakowskim klubie występował do 2001 roku. Następnie za pośrednictwem Zenona Małka wyjechał do Austrii, zostając piłkarzem SV Stockerau, występującego wówczas w Landeslidze (IV poziom). Po pół roku odszedł z klubu i podjął pracę w firmie sprzedającej armatury, grając także w lokalnych klubach. Następnie pracował w firmie sprzątającej.

## Statystyki ligowe
| Sezon         | Klub         | Liga    | Mecze | Gole |
| ------------- | ------------ | ------- | ----- | ---- |
| 1988/1989 (j) | Wisła Kraków | I liga  | 11    | 2    |
| 1988/1989 (w) | GKS Katowice | I liga  | 9     | 0    |
| 1989/1990     | GKS Katowice | I liga  | 3     | 0    |
| 1990/1991     | GKS Katowice | I liga  | 20    | 1    |
| 1991/1992     | GKS Katowice | I liga  | 15    | 1    |
| 1992/1993     | GKS Katowice | I liga  | 16    | 0    |
| 1996/1997     | Wawel Kraków | II liga | 31    | 6    |
| 1997/1998     | Wawel Kraków | II liga | 27    | 9    |
| 1998/1999     | Wawel Kraków | II liga | 26    | 4    |